# Castleton (Newport)
Castleton es una localidad situada en el condado de Newport, en Gales (Reino Unido), con una población estimada a mediados de 2016 de 792 habitantes.
Se encuentra ubicada al sur de Gales, a poca distancia al norte del canal de Bristol y al este de Cardiff.